# GSC4037-2379
GSC4037-2379 — хімічно пекулярна зоря спектрального класу A3, що має видиму зоряну величину в смузі V приблизно  9,9.